# Ришард Касина
Рѝшард Касѝна (на полски: Ryszard Kasyna) е полски римокатолически духовник, доктор по канонично и гражданско право, викарен епископ на Гданската архиепархия и титулярен епископ на Дицес (2005 – 2012), епископ на Пелплинската епархия от 2012 година.

## Живот
Ришард Касина е роден на 28 септември 1957 година в Нови Став, като най-голям син в работническото семейство на Ирена и Франчишек Касина. Завършва общообразователния лицей в Малборк, след което постъпва във Висшата духовна семинария в Гданск.
Ръкоположен е за свещеник на 24 януари 1982 година от Лех Качмарек, гдански епископ и започва да служи като викарий в Мариинската базилика в Гданск. От 1985 година специализира канонично право в Папския Латерански университет в Рим. През 1991 година защитава докторска дисертация по канонично право. От 1992 година е адвокат на Трибунала на Римската рота. На следващата година започва работа в Гданския митрополитски трибунал, също така води лекция по канонично право в Гданската семинария.
В 1996 година заема длъжността съдебен викарий. На 24 януари 2005 година папа Йоан Павел II го номинира за викарен епископ на Гданската архиепархия и титулярен епископ на Дицес. Приема епископско посвещение (хиротония) на 2 април от арх. Юзеф Ковалчик, апостолически нунций в Полша.
През 2009 година става член на Върховния трибунал на апостолическата сигнатура, най-висшия съдебен орган в Католическата църква. На 27 октомври 2012 година папа Бенедикт XVI го номинира за пелплински епископ. Приема канонично епархията и влиза в Пелплинската катедрала като епископ на 8 декември.